# Yasmani Copello
Yasmani Copello Escobar (ur. 15 kwietnia 1987 w Hawanie) – kubański lekkoatleta specjalizujący się w biegach płotkarskich. Od maja 2014 roku reprezentant Turcji.
Złoty medalista mistrzostw ibero-amerykańskich z Iquique (2008). W 2008 zdobył srebrny medal w biegu na 400 metrów przez płotki podczas czempionatu Ameryki Środkowej i Karaibów. Po zmianie barw narodowych zajął 6. miejsce na mistrzostwach świata w Pekinie, ustanawiając w biegu półfinałowym nowy rekord Turcji (48,46). W 2016 został mistrzem Europy oraz brązowym medalistą olimpijskim z Rio de Janeiro (2016) w biegu na 400 m przez płotki. W 2017 zdobył srebro podczas mistrzostw świata w Londynie.
Złoty medalista mistrzostw Turcji oraz reprezentant kraju w drużynowych mistrzostwach Europy. Stawał na najwyższym stopniu podium mistrzostw Bałkanów.
Rekord życiowy w biegu na 400 metrów przez płotki: 47,81 (9 sierpnia 2018, Berlin oraz 3 sierpnia 2021, Tokio) – rekord Turcji.

## Osiągnięcia
| Rok                   | Impreza                                  | Miejsce        | Konkurencja                | Lokata     | Wynik   |
| --------------------- | ---------------------------------------- | -------------- | -------------------------- | ---------- | ------- |
| Reprezentacja: Kuba   |                                          |                |                            |            |         |
| 2008                  | Mistrzostwa ibero-amerykańskie           | Iquique        | sztafeta 4 × 400 m         | 1. miejsce | 3:03,22 |
| 2008                  | Mistrzostwa Ameryki Środkowej i Karaibów | Cali           | bieg na 400 m przez płotki | 2. miejsce | 50,08   |
| 2009                  | Mistrzostwa Ameryki Środkowej i Karaibów | Hawana         | bieg na 400 m przez płotki | 5. miejsce | 50,09   |
| Reprezentacja: Turcja |                                          |                |                            |            |         |
| 2015                  | I liga drużynowych mistrzostw Europy     | Heraklion      | bieg na 400 m przez płotki | 4. miejsce | 50,17   |
| 2015                  | I liga drużynowych mistrzostw Europy     | Heraklion      | sztafeta 4 × 400 m         | 9. miejsce | 3:11,20 |
| 2015                  | Mistrzostwa świata                       | Pekin          | bieg na 400 m przez płotki | 6. miejsce | 48,96   |
| 2016                  | Mistrzostwa Europy                       | Amsterdam      | bieg na 400 m przez płotki | 1. miejsce | 48,98   |
| 2016                  | Mistrzostwa Europy                       | Amsterdam      | sztafeta 4 × 400 m         | eliminacje | 3:04,65 |
| 2016                  | Igrzyska olimpijskie                     | Rio de Janeiro | bieg na 400 m przez płotki | 3. miejsce | 47,92   |
| 2017                  | I liga drużynowych mistrzostw Europy     | Vaasa          | bieg na 400 m przez płotki | 2. miejsce | 49,17   |
| 2017                  | I liga drużynowych mistrzostw Europy     | Vaasa          | sztafeta 4 × 400 m         | 1. miejsce | 3:08,01 |
| 2017                  | Mistrzostwa świata                       | Londyn         | bieg na 400 m przez płotki | 2. miejsce | 48,49   |
| 2018                  | Igrzyska śródziemnomorskie               | Tarragona      | bieg na 400 m przez płotki | 2. miejsce | 48,76   |
| 2018                  | Igrzyska śródziemnomorskie               | Tarragona      | sztafeta 4 × 400 m         | 4. miejsce | 3:05,28 |
| 2018                  | Mistrzostwa Europy                       | Berlin         | bieg na 400 m przez płotki | 2. miejsce | 47,81   |
| 2018                  | Puchar interkontynentalny                | Ostrawa        | bieg na 400 m przez płotki | 4. miejsce | 48,65   |
| 2019                  | Mistrzostwa świata                       | Doha           | bieg na 400 m przez płotki | 6. miejsce | 48,25   |
| 2021                  | Igrzyska olimpijskie                     | Tokio          | bieg na 400 m przez płotki | 6. miejsce | 47,81   |
| 2022                  | Igrzyska śródziemnomorskie               | Oran           | bieg na 400 m przez płotki | 1. miejsce | 48,27   |
| 2022                  | Igrzyska śródziemnomorskie               | Oran           | sztafeta 4 × 400 m         | 3. miejsce | 3:04,55 |
| 2022                  | Mistrzostwa świata                       | Eugene         | bieg na 400 m przez płotki | półfinał   | 51,49   |
| 2022                  | Mistrzostwa Europy                       | Monachium      | bieg na 400 m przez płotki | 3. miejsce | 48,78   |
| 2023                  | Mistrzostwa świata                       | Budapeszt      | bieg na 400 m przez płotki | półfinał   | 48,66   |